# За двумя зайцами (фильм, 1961)
«За двумя́ за́йцами» (укр. За двома зайцями) — советский художественный комедийный фильм режиссёра Виктора Иванова, вышедший на Киевской киностудии имени Довженко в 1961 году. Фильм поставлен по одноимённой пьесе Михаила Старицкого, в свою очередь представляющей собой переработку комедии Ивана Нечуя-Левицкого «На Кожемяках».

## Сюжет
Незадачливый владелец собственной цирюльни, модник и вертопрах Свирид Петрович Голохвастов, обанкротившись, решает поправить дела выгодной женитьбой. Случайно он узнаёт, что за некрасивой Проней её отец Прокоп Свиридович Сирко даёт десять тысяч приданого.
Гуляя со своим приятелем на Владимирской горке, он видит красивую девушку Галю. Друзьям он похваляется, что женится на Проне только из-за денег, а сам заведёт на стороне роман с красавицей. Как-то вечером, встретив Галю, Голохвастов начинает приставать к ней. В этот момент их застаёт мать Гали Секлета Лимериха. Уверенная, что Голохвастов богатый, а потому выгодный жених, она пользуется моментом и заставляет его поклясться жениться на Гале, против желания дочери.
На следующий день Свирид Петрович отправляется в гости к Сиркам и получает благословение на брак с Проней Прокоповной. Возвращаясь от невесты, он случайно сталкивается с Секлетой и попадает на её именины. Там Секлета (которая, кстати, является Проне родной тёткой) сообщает гостям, что Галя со Свиридом помолвлены. Но Галя сбегает к своему возлюбленному Степану и просит у него защиты, тот успокаивает девушку, сказав, что Голохвастов никакой не богатый, а просто «жулик» и «шарлатан», да к тому же ещё и «банкрот», которого хотели посадить в тюрьму.
Наступает день венчания. Однако подруги Секлеты, которые присутствовали на помолвке Свирида Петровича с Галей, случайно узнают о предстоящей его женитьбе на Проне и сообщают об этом Секлете. Та прибегает в церковь и объявляет присутствующим, что Свирид Петрович уже обручился с её дочкой, а на Проне женится только из-за богатого приданого. Присутствовавшие при том подруги Секлеты подтверждают это, присягая на Кресте. В то же время Степан, разыскав ростовщика, которому Голохвастов должен, сообщает ему, что Голохвастов женится на Гале, а не на Проне, вследствие чего долг с него взыскать будет невозможно. Встревоженный ростовщик также срочно прибывает к венчанию.
Проня Прокоповна и её родители прогоняют вероломного жениха. Ростовщик сообщает всем, что Голохвастов банкрот, а не богатый жених, после чего Секлета теряет к нему всякий интерес.
Оставшись ни с чем, Свирид Петрович уходит вместе со своими приятелями-бездельниками.

## В ролях
- Олег Борисов — Свирид Петрович Голохвастов
- Маргарита Криницына — Проня Прокоповна Серко
- Николай Яковченко — Прокоп Свиридович Серко, отец Прони
- Анна Кушниренко — Евдокия Филипповна (Серчиха), мать Прони
- Нонна Копержинская — Секлета Филипповна Лимериха, сестра Евдокии
- Наталия Наум — Галя, дочь Секлеты Филипповны
- Анатолий Юрченко — Степан, жених Гали
- Константин Ершов — Пляшка, приятель Голохвастова.
- Таисия Литвиненко — Химка, служанка Серков
- Ольга Викландт — мадемуазель Нинон, хозяйка пансиона
- Людмила Алфимова — Мирония, монашка, подруга Секлеты
- Нина Антонова — служанка из пансиона
- Валентин Грудинин — Бас
- Алексей Быков — немец, кредитор Голохвастова
- Софья Карамаш — Устя
- Николай Талюра — музыкант
- Павел Загребельный — парень
- Мария Капнист — дама в иллюзионе
- Петр Филоненко — приятель Голохвастова
- В. Костыренко — приятель Голохвастова

### В интермедии «Коварная Матильда»
- Владимир Ширяев
- Владимир Корецкий
- Фауста Иванова

## Съёмочная группа
- Автор сценария — Виктор Иванов

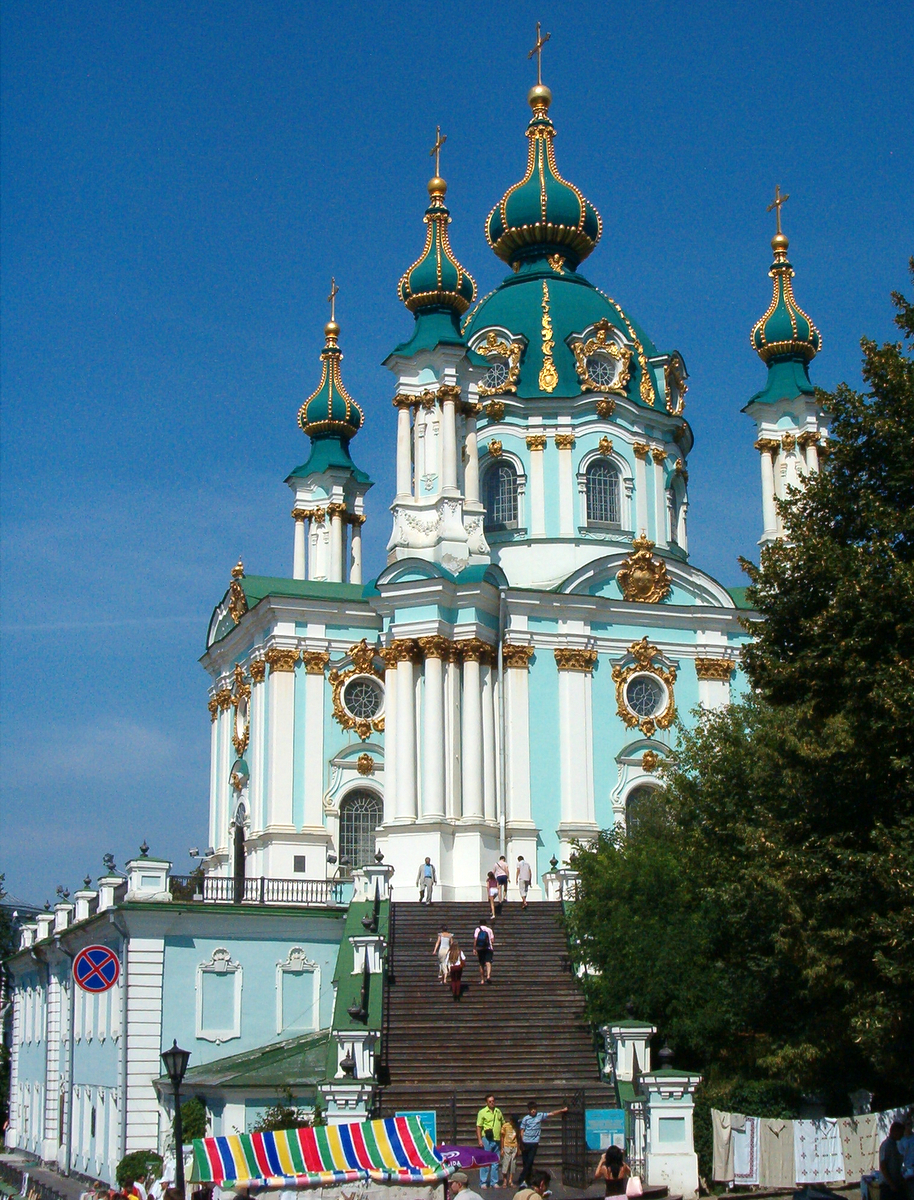
Андреевская церковь, в которую шли венчаться Проня Прокоповна и Свирид Петрович

- Режиссёр-постановщик — Виктор Иванов
- Оператор-постановщик — Вадим Ильенко
- Художник-постановщик — Иосиф Юцевич
- Композитор — Вадим Гомоляка
- Текст песен — Евгений Кравченко
- Костюмы — Лидия Байкова

## Награды
Государственная премия Украины имени Александра Довженко (1999) — автору сценария и режиссёру-постановщику Иванову Виктору Михайловичу (посмертно), кинооператору-постановщику Ильенко Вадиму Герасимовичу, актёрам Борисову Олегу (Альберту) Ивановичу (посмертно), Криницыной Маргарите Васильевне, Наум Наталии Михайловне — за выдающийся творческий вклад в создание художественного фильма «За двумя зайцами».

## Озвучивание
Фильм был снят на украинском языке на киностудии имени Довженко, так как изначально получил вторую категорию и планировался к показу только на территории Украинской ССР. Позже, когда фильм завоевал огромную популярность, он был частично переозвучен этими же актёрами на русский язык, и был запущен во всесоюзный прокат. Оригинальная звуковая дорожка на украинском языке долгое время считалась утерянной, однако была найдена в мариупольском фильмофонде в 2013 году. 27 октября 2013 года фильм с оригинальной украиноязычной озвучкой был представлен широкой публике в Киеве.

## Места съёмок
Натурные съёмки проходили в Киеве. В кадре городские панорамы встреча Свирида Голохвостого с Галей происходит на
Владимирской горке на фоне памятника Владимиру Великому. Сцены венчальной процессии снимались на фоне Андреевской церкви.

## Влияние и ремейки

Памятник Проне Прокоповне и Свириду Петровичу на Андреевском спуске в Киеве

Перед тем как взяться за постановку спектакля «За двумя зайцами» в Киевском Молодёжном театре, режиссёр Виктор Шулаков встретился с режиссёром Виктором Ивановым, который ему сказал:

Мальчик, не берись за этот материал, фильм ты всё равно не переплюнешь!

Тем не менее вышедший в сентябре 1980 года спектакль имел оглушительный успех и за 28 лет был сыгран 815 раз с постоянными переаншлагами и неизменной Тамарой Яценко в роли Прони.
В 1999 году на Андреевском спуске в Киеве возле Андреевской церкви персонажам фильма был установлен памятник по проекту архитектора Владимира Скульского и скульпторов Владимира Щура и Виталия Сивко. Композиция включает фигуру Свирида Голохвостого, преклонившего колено и подающего руку Проне Прокоповне.
В 2003 году режиссёр Максим Паперник снял одноимённый новогодний телемюзикл. Главные роли исполнили Алла Пугачёва (Тоня Коровяк), Максим Галкин («стилист-международник»), Верка Сердючка (тётка Светлана Марковна) и другие. В этом же году состоялась встреча трёх исполнительниц главной роли — Маргариты Криницыной, Тамары Яценко и Аллы Пугачёвой. Встреча прошла в Киеве, в ресторане «За двумя зайцами» на Подоле.

## Критика
Советский киновед Иван Корниенко писал: «режиссёр В. Иванов … дал волю своей щедрой
фантазии. Он поставил фильм в интересной манере, родственной в стилистическом отношении народному театру — бурлеску, райку. … Блеснули мастерством актеры О. Борисов, Н. Копержинская, М. Криницына. В этой работе проявились лучшие творческие особенности режиссёра».